# Juice
Juice je open source program, který umožňuje stahování podcastů, tedy multimediálních souborů do počítače. Původní název programu iPodder, či později iPodder Lemon, byl změněn na Juice v roce 2005 z důvodu hrozící žaloby od firmy Apple. Juice je k dispozici v mnoha jazycích mezi nimiž čeština zatím není.

## Forky
Existuje několik forků Juice:
- CastPodder
- PodNova